# Дом Эсте
Э́сте (итал. d’Este, Èste) — одна из древнейших княжеских фамилий Италии, на протяжении более чем 500 лет правившая Феррарой и Моденой. Отразила в себе характерные особенности итальянской цивилизации и итальянского «принципата».
Немецкая ветвь дома Эсте, известная как младший дом Вельфов, включала герцогов Баварии и Брауншвейг-Люнебурга; также из неё происходили Ганноверская династия (короли Великобритании и Ирландии), а также император России Иван VI и император Священной Римской империи (Оттон IV).

## История
Фамильные предания Эсте ведут происхождение рода от каролингских наместников в Северной Италии. Очень рано они приобрели титул маркграфов (маркизов). Впоследствии, во времена величия фамилии придворные поэты сочинили им генеалогии, которые называли их потомками самого Карла Великого и даже троянских царей.
Мало-помалу они приобрели сеньориальные права на следующие северо-итальянские города и территории (преимущественно в Веронской области): Эсте (отсюда их имя, и это — древнейшее зерно их могущества), Ровиго, Монтаньяну, Казале-Маджоре и Понтремоли. Оберто I († в 972 году) и его сын Оберто II († около 1015 года) претендовали на обладание тосканским маркграфством как «патримониальной» должностью и землей. Они боролись с германскими государями, заступаясь за их противников, Беренгара и Ардуина иврейских.
Альберто Аццо I, сын Оберто II († в 1029 году), и брат его Гуго, упорно продолжавшие ту же борьбу, попали в плен к императору Генриху II; освободившись, они пытались вытеснить его из Италии, выставляя кандидатуру короля французского Роберта на итальянский престол. Дальнейшие их потомки в своей итальянской политике поддерживали пап. Сын Гуго, Альберто Аццо II († в 1097 году), энергично помогал Григорию VII и Матильде Тосканской против Генриха IV и присутствовал при знаменитой сцене в Каноссе (1077). Такие прецеденты надолго окрасили фамилию д’Эсте в гвельфские цвета.
Аццо II женился на Кунигунде, сестре одного из влиятельных германских князей, Вельфа III. Их сыновья, Вельф IV, ставший герцогом Баварии, и Фулько I, стали родоначальниками двух ветвей фамилии Эсте — германской (Вельфы) и итальянской (собственно Эсте).

### Итальянская линия
Один из потомков Фулько, Аццо VII (1205—1264), захватил Феррару, которая уже раньше попадала в руки его предшественников, но во время его малолетства была отнята местной могущественной знатной фамилией Салингуерра. Население города признало Аццо своим государем. Вместе с гвельфскими городами северной Италии он воевал против Эццелино да Романо, ревностного гибеллина и верного союзника Фридриха II Гогенштауфена. Победа Аццо при Кассано положила предел блестящей карьере Эццелино.

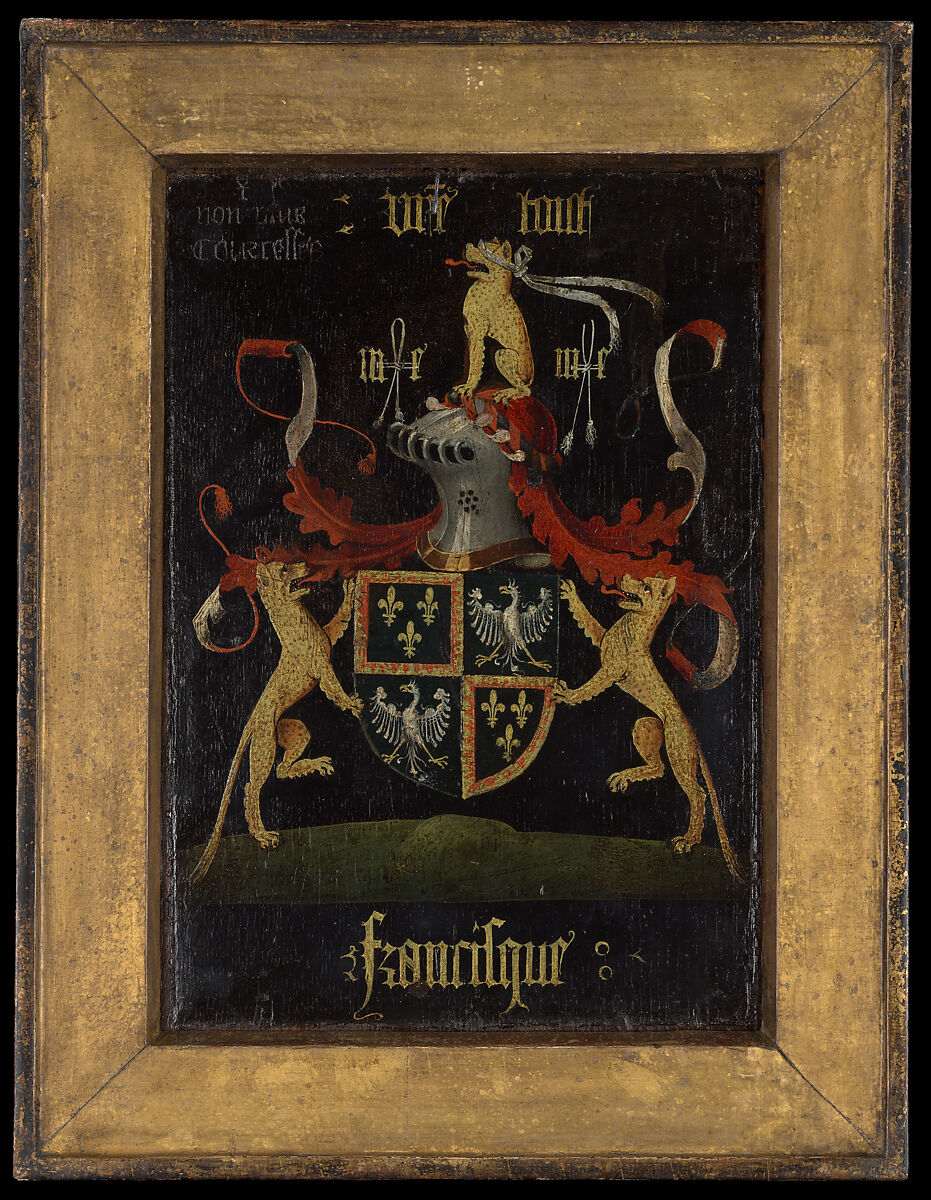
Герб Франческо д’Эсте на обороте его портрета кисти Рогира ван дер Вейдена

Обиццо II (1240—1293), верный гвельфской партии, сражался за Карла I Анжуйского против Манфреда Гогенштауфена. В 1276 году Рудольф I Габсбург признал его маркизом Эсте и владыкой Феррары. Граждане Модены (1288—1289) и Реджо (1290) объявили его своим господином. С этих пор Феррара сделалась центром владений дома д’Эсте на три века с лишком; Модена и Реджо почти незыблемо связывались с ней в одно княжество. Только ненадолго раздоры между сыновьями Аццо VII — Аццо VIII († в 1308 году), Франческо († в 1312 году) и Альдобрандино II († ок. 1326 года) — поколебали их владычество в трех названных городах, и в Ферраре сел было Роберт Неаполитанский, как папский вассал (и папа, и император претендовали оба на суверенитет над этим городом). Сыновьям Альдобрандино II — Ринальдо II, Обиццо III и Никколо I — удалось вновь возвратить себе Феррару. Сыновья Обиццо III при помощи императора Карла IV Люксембургского, то при содействии, то при противодействии Висконти миланских и Гонзага мантуанских, утвердились опять в Модене, Реджо и других, более мелких соседних городах. Княжество Феррарское с этих пор было сколочено прочно, и для рода д’Эсте наступил блестящий век расцвета.
Время расцвета, могущества и блеска в истории династии Эсте открывается с правления Никколо III (1393—1441). В XIV веке Эсте, вследствие разлада с папами, покинули гвельфский лагерь и примкнули к группе гибеллинских князей. Никколо сближался с выгодными союзниками (например, с Джан Галеаццо Висконти), укреплял Феррару, заботился об улучшении земледелия на своей территории, пользовался удобным экономическим положением Феррары между Венецией, Миланом, Флоренцией, Сиеной, Пизой, чтобы развить торговлю, сделать своё «царство» самой цветущей страной в Италии. Он понимал свою задачу элементарно и грубо, но умел осуществлять её с большим практическим смыслом. Он же с особой горячностью принялся насаждать у себя науки и покровительствовать искусствам, хотя больше в силу инстинкта и подражания, чем по истинной склонности и вкусу. Отчасти он подчинялся традиции, которую фамилия Эсте заложила уже в XIII веке и которая укреплена была в XIV веке Никколо II (1361—1388). Последний вел дружбу с Петраркой; преемник его Альберто I (1388—1393) действовал в том же направлении. Никколо III расширил Феррарский университет (1402), основанный его отцом Альберто, и собрал около него выдающиеся ученые силы. Он много путешествовал, был даже в Иерусалиме, изучая памятники и собирая художественные предметы, украшал Феррару церквами и дворцами, приглашал к себе художников (Дж. делла Куерча начал здесь свою деятельность статуей Мадонны для феррарского собора, 1408). Им же введена необыкновенная пышность в жизни двора, обнаруживавшаяся с особенным блеском в общественных празднествах, которыми Феррара стала знаменита на весь мир. Известна кровавая расправа его с женой Паризиной и сыном Гуго, которых он только заподозрил в преступной связи: он приказал отрубить обоим головы и сделал распоряжение о предании такой же казни всех женщин Феррары, виновных в прелюбодеянии.

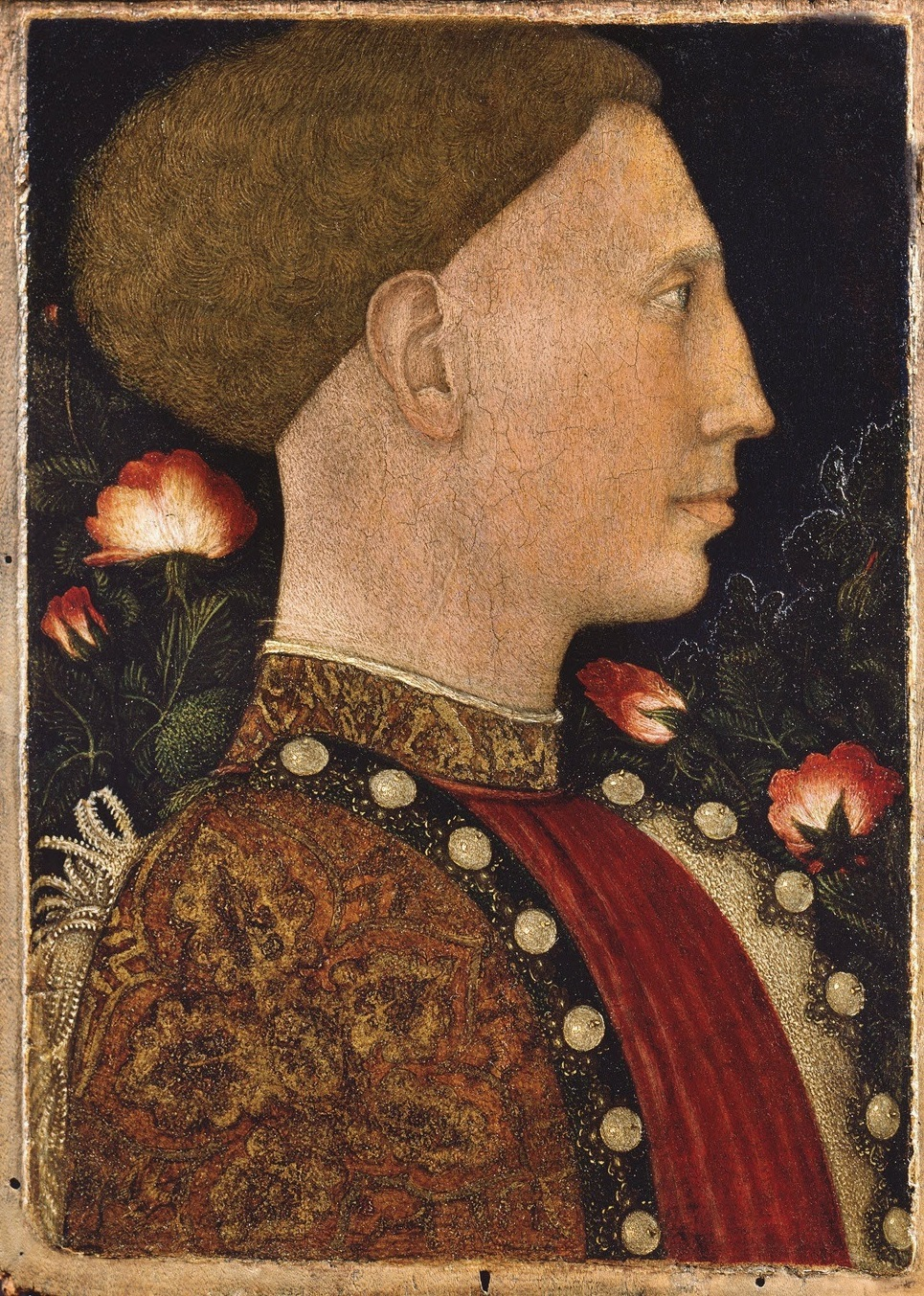
Пизанелло. Портрет Леонелло д’Эсте. 1441. Дерево, темпера. Академия Каррары, Бергамо

После его смерти правили один за другим три сына: сначала два побочных (у династов Италии не очень различалось в отношении к праву наследования законное рождение от незаконного), а после них — законный. Леонелло (1407—1450) оставил по себе поэтический образ, подобный благороднейшим итальянским средневековым князьям. Он был обучен военному ремеслу знаменитым кондотьером Браччо ди Монтоне, получил прекрасное научно-литературное образование под руководством знаменитого гуманиста Гуарино да Верона и вырос юношей мужественным и нежным в одно и то же время. Он отказался от агрессивной политики и всецело предался культу муз. Его собственные сонеты и канцоны очень ценились современниками. Он деятельно продолжал собирать драгоценные памятники искусства и привлекать к себе художников всякого рода (больше всего живописцев, итальянских и фламандских). Это — привлекательнейшая фигура в фамилии Эсте; она не нашла повторения в следующих поколениях, может быть потому, что мягкость характера и пассивное отношение к политическим интересам и военному делу должны были подорвать могущество правительственной власти дома д’Эсте.
Следующий брат, Борсо (1413—1471), продолжал в широких размерах меценатствовать, создавая из своей столицы крупнейший центр культурного движения и сосредоточивая около себя целый мир ученых, писателей и артистов. При нём устроена была в Ферраре первая типография (Андреа Галло). Сам он не обладал талантами и душевной тонкостью своего предшественника, предпочитал политику литературе и вел её с энергией и успехом, пользуясь покровительством обеих мировых властей, которым умел попеременно оказывать услуги: от императора Фридриха III он получил титул «герцога Модены и Реджо» (1452), а папа Пий II пожаловал его «герцогом Феррары» (1471), над которой Борсо согласился признавать (номинально) сюзеренитет апостольского престола. Внешний блеск феррарского двора достиг апогея при нём и при его преемнике, как и материальное благоденствие высшего общества и разнообразные наслаждения цивилизованного быта. Борсо сделался почти законодателем светских обычаев. Казалось, богатства притекали в страну широкой рекой; как будто богатело и население. Несмотря на политические затеи, роскошь жизни и сооружения, Борсо оставил, умирая, в своей казне 500 000 дукатов и единственную в мире коллекцию драгоценностей. Уверенный в своей славе и величии, Борсо допустил «благодарное население» поставить в Ферраре памятник ему при его жизни. Подданные действительно были довольны его мирным правлением, несмотря на требовательность правительства.

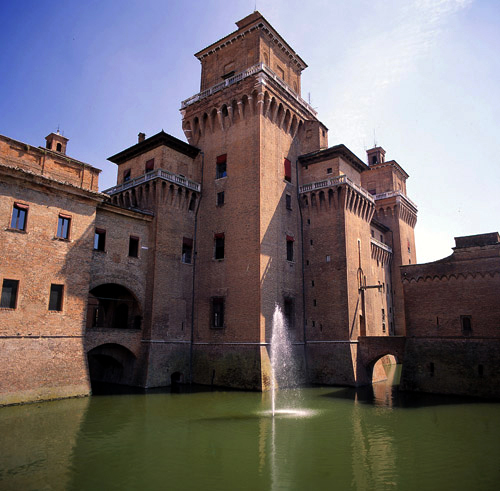
Резиденция герцогов Эсте в Ферраре

Эрколе I (1433—1505), третий брат, является типом князя раннего Возрождения — одновременно жестокого и утонченного. Ему пришлось вести войну с папой Сикстом IV и Венецией (1482); он удачно справился с опасностью, искусно заключив союз с Фердинандом Неаполитанским, Людовико Моро миланским и Флоренцией. После заключения мира (1484) его герцогство достигло высшего экономического процветания, о котором он очень заботился, стремясь дать отдых подданным от войн и высоких налогов. В покровительстве наукам и искусствам, в поддержании блеска и пышности двора ему оставалось лишь идти дальше по выработанным шаблонам: создавать новое он был бы не в состоянии, не обладая выдающимися дарованиями и вкусами. В политике и в просветительной деятельности он сумел найти себе выдающегося советника в лице поэта Боярдо. Коллекции его и богатства больше напоминали сокровищницу средневекового сеньора, чем изящные собрания художественных памятников медичейского дворца.

Тициан. Изабелла д’Эсте. Между 1534 и 1536. Холст, масло. музей истории искусств, Вена

Эрколе был многосемеен, и все дети его оказались так или иначе замечательными. Один из них, кардинал Ипполито I (1479—1520), умный, талантливый, энергичный, отличался жестокостью, заметной даже среди свирепств других членов его фамилии. Особенно были прославлены и превознесены дочери Эрколе — Беатриче и Изабелла. Последняя (род. в 1474 году) олицетворяла собой лучшие стороны итальянской культуры века. Сильная оригинальным умом, благородная характером, она сосредоточивала в себе все возвышенное и прекрасное, чем богата была эпоха Ренессанса. Чистая, мягкая, любвеобильная душа её как бы отталкивала от себя все порочное, мрачное и злое, чернившее многих замечательных героев Возрождения. Такой рисует её предание, может быть, в идеализированном преувеличении. Во всяком случае, она отличалась добродетелью среди порочных родичей. Превосходно образованная, тонкая ценительница всех духовных благ, она была редкой по бескорыстию покровительницей наук и искусств. Она вышла замуж за Франческо Гонзага (1490) и сыграла крупную роль в истории мантуанской цивилизации. Сестра её Беатриче (род. в 1473 году), отданная за Людовико Моро миланского (1491), также весьма даровитая, более выдавалась практическим рассудком и твердой волей; она любила политику и имела большое влияние на мужа († в 1497 году).
Альфонсо I (1476—1534), сын и преемник Эрколе I, женатый из политических расчетов (1502) на знаменитой Лукреции Борджиа, суровый и мстительный, воспетый Ариосто, показал в очень трудных обстоятельствах выдающиеся способности полководца и государственного человека. Поддерживая обычную вражду с Венецией, он присоединился к Камбрейской лиге и принес большую пользу союзникам своим военным искусством. Составленная из разнородных элементов коалиция распалась: особенно резкий разрыв произошел между папой Юлием II и Альфонсо, и папа объявил его лишенным прав на Феррару. Дальнейшее разложение союза привело Альфонсо к потере Модены и Реджо. Преемник Юлия, Лев X, пытался на самом деле вытеснить Альфонсо из Феррары (1519); но Климент VII принужден был вновь признать его права на герцогство, после того как понес в 1527 году жестокое поражение от императора Карла V, который оказал помощь Альфонсо и вновь утвердил его также в Модене и Реджо. Политические затруднения не мешали Альфонсо поддерживать установившийся блеск культурного развития Феррары и заказывать для украшения своих дворцов картины Микеланджело и Тициана.

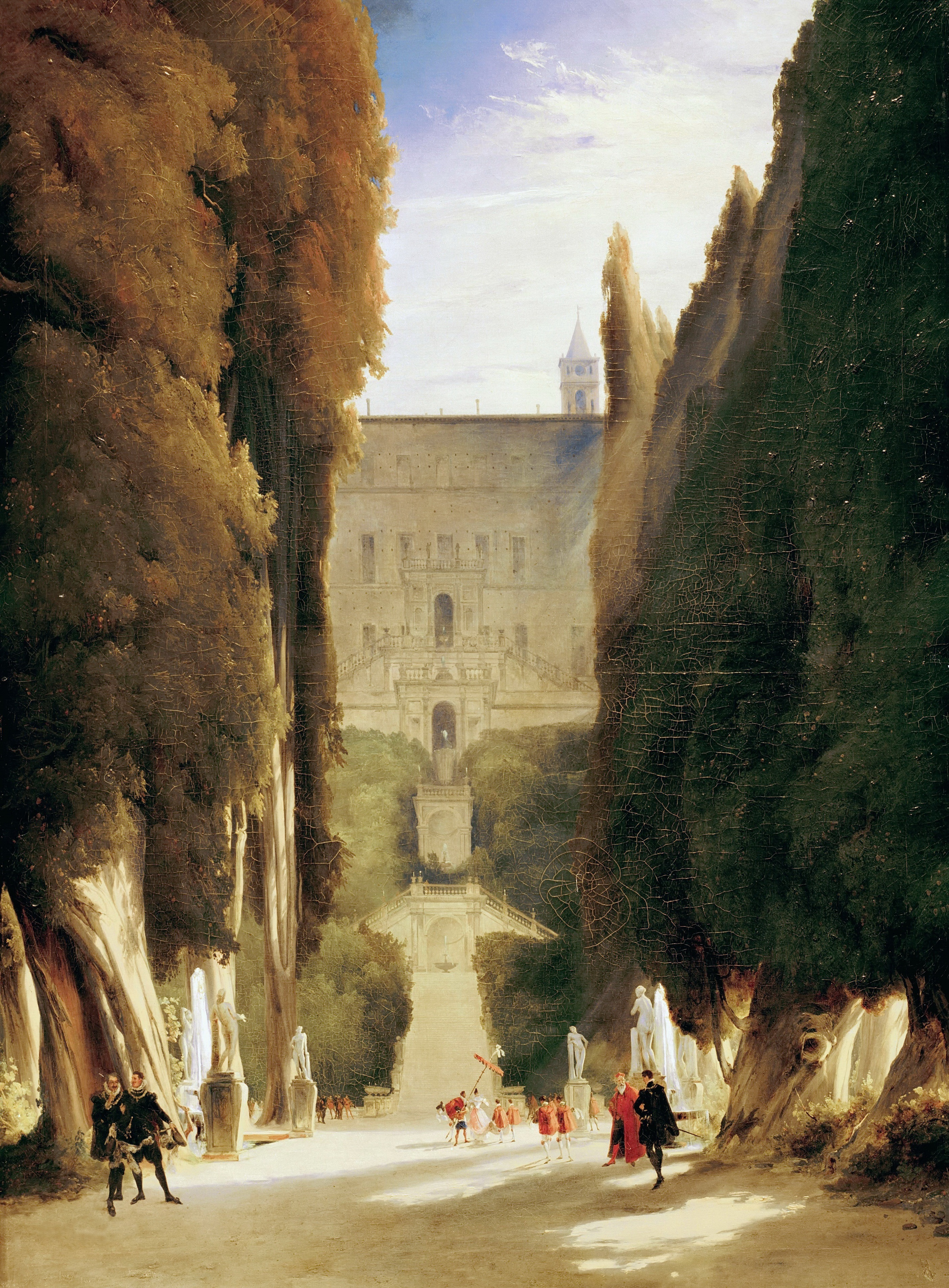
К. Блехен. Парк Виллы д’Эсте в Тиволи. Ок. 1832. Холст, масло. Старая национальная галерея, Берлин

Эрколе II (1508—1559), сын предыдущего начал править как союзник Карла V, но после его отречения примкнул к коалиции папы Пия IV и короля французского Генриха II против Испании (1556). Впрочем, войну он вел вяло, отличаясь вообще миролюбием, и в 1558 году заключил мир с врагами. Союз с Францией Эрколе закрепил браком с Рене, дочерью короля Людовика XII, знаменитой своим покровительством реформационному движению и внесшей на короткое время в Феррару увлечение религиозной оппозицией против церкви. В правление Эрколе II искусство просияло в Ферраре последним блеском: приезжали или работали для герцога знаменитые живописцы и скульпторы (Тициан, Джулио Романо, Пеллегрино, Сансовино и др.); расцветало производство художественных ковров и обоев; устраивались последние, гремевшие на всю Италию празднества (прием папы Павла III в 1543 году). Эрколе дал тщательное воспитание своим талантливым дочерям, Лукреции и Элеоноре. Ещё более, чем он сам, прилагал усилия к поддержанию литературного и художественного движения младший брат его Ипполито (впоследствии кардинал), второй из Эсте, носивших это имя, известный строитель виллы д’Эсте в Тиволи.
Уже в правление Эрколе II чувствовались признаки начинавшегося упадка политического могущества и культурного блеска Феррары. Сын Эрколе II, Альфонсо II (1533—1597), провел юность во Франции, увлекался мечтами о рыцарских подвигах и был склонен к широким предприятиям, но для выполнения их суетливая и тревожная, малостойкая натура его не давала никаких данных. Он пытался защищать венгров против турок (1566), помышлял занять польский престол (1574), но ничего ему не удавалось. Огромные расходы на войны и дипломатию и на открытую роскошную жизнь (охоты и турниры) подорвали сравнительно сносное экономическое состояние народа. Альфонсо интересовался всем таинственным, по традиции продолжал поддерживать писателей (Тассо, Гуарини), заставляя их, впрочем, служить ему и в политических делах и не всегда уважая их духовную свободу (преследование Тассо). «Большие искусства» он запустил, но увлекался «малыми» (майоликой, гравированием, производством предметов украшения и т. д.), особенно любил археологию (дружба с Лигорио).

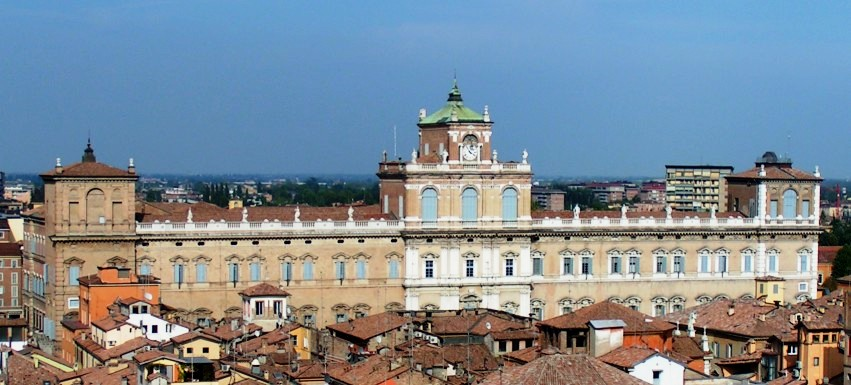
Дворец герцогов Моденских

Альфонсо II умер бездетным. Вслед за его смертью начинаются бедствия. Чезаре (1562—1628), побочный внук Альфонсо I, пытавшийся утвердиться во всех наследственных землях фамилии д’Эсте, встретил сопротивление со стороны папы Климента VIII, который отнял у него Феррару и присоединил её к папским владениям. В «имперских феодах» — Модене и Реджо — ему удалось удержаться; но он правил там без всякого блеска, в качестве второстепенного державца. Его преемники Альфонсо III († в 1629 году), Франческо I († в 1658 году), Альфонсо IV († в 1662 году) и Франческо II († в 1694 году) — также не обнаружили никаких талантов. Ринальдо III († в 1737 году), младший сын Франческо I, браком с Шарлоттой Ганноверской породнился с немецкими Вельфами.
Во время борьбы за австрийское наследство его сын и преемник Франческо III († в 1780 году) сражался за Францию в Неаполе и Пьемонте, а Модена была в это время захвачена имперскими войсками. Сын и наследник его Эрколе III Ринальдо принужден был бежать в Венецию, найдя приют в центре прежних врагов династии (1796). По Кампоформийскому миру (1797) Модена и Реджо присоединены были к Цизальпинской республике, а Эрколе-Ринальдо в обмен получил (по Люневильскому миру, 1801) земли в Германии (Брейсгау и Ортенау), которые, впрочем, его преемник по женской линии потерял (Пресбургский мир, 1805). Он умер бездетным (1803), и таким образом пресеклась итальянская линия рода д’Эсте.

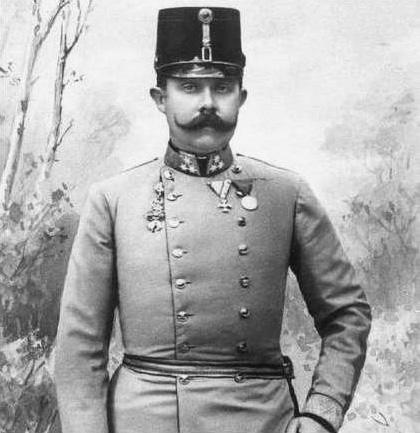
Эрцгерцог Франц Фердинанд д’Эсте

### Австрийские Эсте
Мария-Беатриче, единственная дочь Эрколе-Ринальдо, последнего герцога Эсте из итальянской линии, вступила в брак (1771) с эрцгерцогом австрийским Фердинандом, братом императора Иосифа II. Она добилась было возвращения отцу его прав на наследие, но, как указано выше, несчастные войны Габсбург-Лотарингских с революционной Францией отразились заключительным ударом на судьбах последнего из итальянских Эсте (Кампоформийский мир лишил его навсегда родовых владений).
В 1815 году по постановлению Венского конгресса сын Фердинанда и Марии-Беатриче д’Эсте, эрцгерцог Франц (род. в 1779 году), приобрел герцогства Мирандолу, Модену и Реджо с присвоением ему фамильного имени д’Эсте (Франческо IV). В 1829 году, после смерти матери, он унаследовал еще герцогство Массу и княжество Каррару (Мария-Беатриче владела ими в силу прав своей матери, Марии Терезы Чибо). Старший сын его Франц (Франческо V) наследовал отцу (1846) в его итальянских землях, но в 1859 году должен был окончательно отказаться от своего герцогства, уступая процессу объединения Италии. Он умер бездетным в 1875 году. С ним, собственно, прекратилась и австрийская линия д’Эсте.

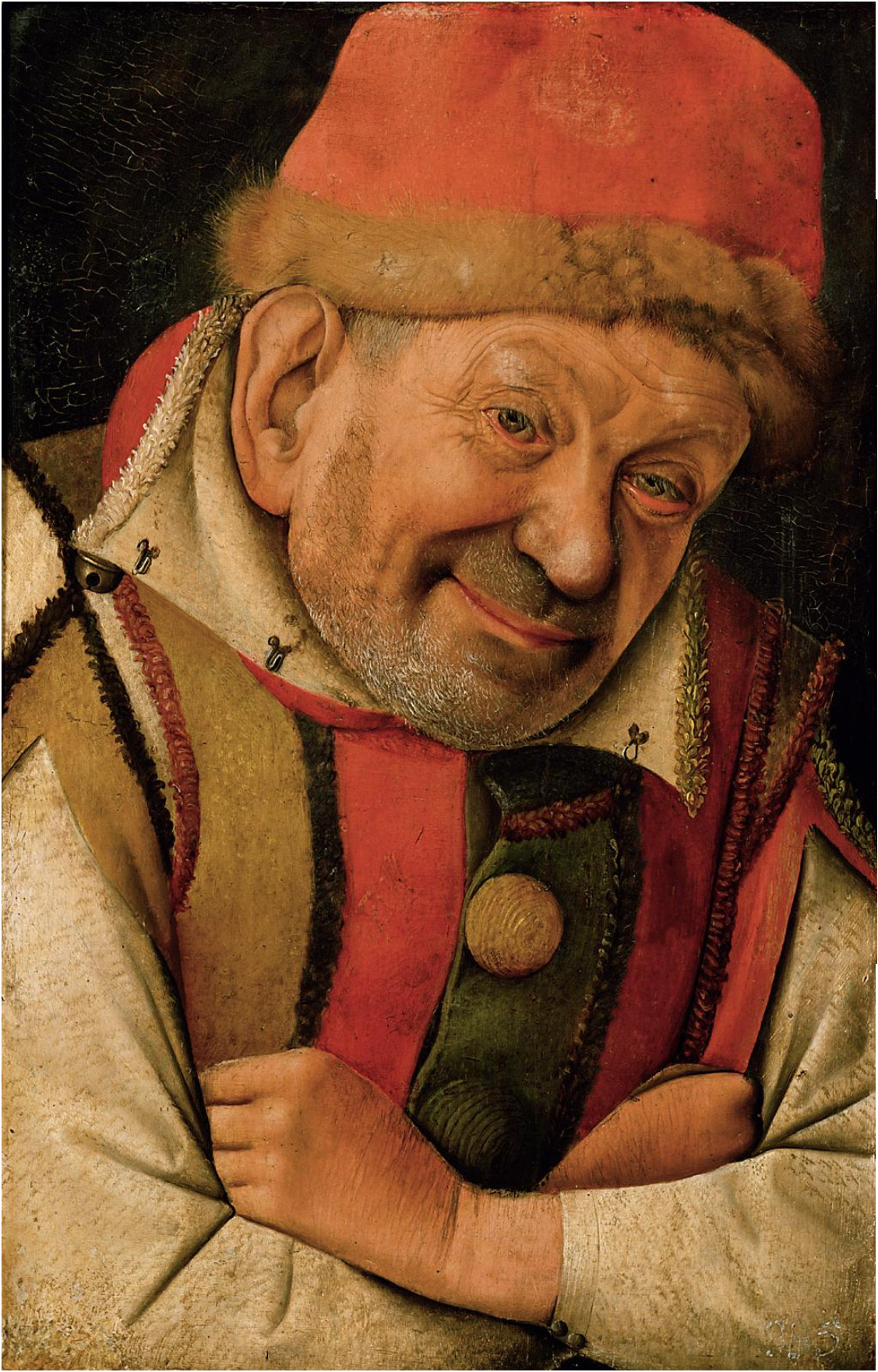
Жан Фуке. Портрет Гонеллы, придворного шута дома д’Эсте

В силу различных комбинаций наследственных прав в австрийском Габсбургском доме титул «герцога д’Эсте», чисто номинальный, достался эрцгерцогу Францу Фердинанду (1863—1914), племяннику императора Франца Иосифа и наследнику австрийского престола. Так как его брак с Софией Гогенберг был морганатическим, то после их убийства в Сараеве в 1914 году титул эрцгерцога Австрийского-Эсте дальше не наследовался естественным образом, а их дети носили только фамилию Гогенбергов.
После убийства наследника престола эрцгерцога д’Эсте глава Дома Габсбург-Лотарингских назначил будущего внучатого племянника Роберта (р. 8 февраля 1915), второго сына будущего императора Карла, в качестве следующего наследника Эсте Австрийских. Через свою мать Циту Бурбон-Пармскую (правнучку Марии Терезы Савойской, герцогини Лукка и Парма, которая была дочерью Марии Терезы Австрийской-Эсте, королевы Сардинии, которая в свою очередь была дочерью эрцгерцога Фердинанда Австрийского-Эсте и Марии Беатриче Риччарда д’Эсте, герцога и герцогини Моденских и Брейсгау) Роберт был потомком Эрколе III д’Эсте. Таким образом, линия последних герцогов Эсте вновь соединилась с австрийской линией Дома Габсбург-Лотарингских.

### В настоящее время
В настоящее время носителем традиционного титула герцогов д’Эсте является старший сын эрцгерцога Роберта Австрийского-Эсте (1915—1996) Карл Отто Лоренц Австрийский Эсте (р. 1955), который женился на принцессе Астрид Бельгийской, единственной дочери короля Бельгии Альберта II. В 1995 году Лоренц получил дополнительный титул принца Бельгии.
С 1991 года дети этой пары носят титулы принцев Бельгии, эрцгерцогов Австрийских-Эсте, имперских принцев Австрии, принцев Венгрии и Богемии. В Бельгии они также носят титулы принцев Бельгии, эрцгерцогов Австрийских-Эсте фон Габсбургов-Лотарингских. Наследником титула эрцгерцога Австрийского-Эсте является старший сын принца Лоренца и принцессы Астрид Амедео Бельгийский (р. 1986).

## Герб

Герб дома д’Эсте1239–1431
Герб дома д’Эсте1431–1452
Герб дома д’Эсте1452–1471
Герб дома д’Эсте в 1471
Герб дома д’Эсте1471–1535
Герб дома д’Эсте1535–1741
Герб дома д’Эсте в 1741
Герб дома Австрийских д’Эсте